# 基肄郡
- 令制国一覧 > 西海道 > 肥前国 > 基肄郡
- 日本 > 九州地方 > 佐賀県 > 基肄郡

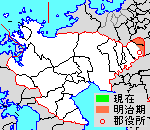
佐賀県基肄郡の位置

基肄郡（きいぐん）は、佐賀県（肥前国）にあった郡。

## 郡域
1878年（明治11年）に行政区画として発足した当時の郡域は、下記の区域にあたる。
- 鳥栖市の一部（現在の概ね河内町、古賀町、萱方町、神辺町、田代外町、松原町、曽根崎町、酒井西町、水屋町より北東および土井町・鎗田町の各一部[1]）
- 三養基郡基山町の全域

## 歴史

### 古代
基肄郡は、古くは「肥前国風土記」「和名抄」などに見えて、「和名抄」では「木伊」と記す。
郡名の由来は「肥前国風土記」に景行天皇が行幸の際に筑後の高良山から当地方を見て、霧のおおわれていて「霧の国」と呼んだことにちなむという。
白村江の戦いの後に、大宰府の防衛のために古代山城が築かれて、その一つが基肄城である。また、古代の軍隊である基肄軍団が置かれていた。

#### 郷
「肥前国風土記」「延喜式」によると、６郷であるが姫社（ひめこそ）・山田・基肄・川上・長谷の５郷であげる。残り１郷は、基山町長野から鳥栖市永吉あたりにかけて存在したと推定される。
- 姫社郷…鳥栖市基里町姫方の姫古曽神社あたりに比定。
- 山田郷…鳥栖市酒井町山田あたりに比定。
- 基肄郷…基山町宮浦あたりに比定。
- 川上郷…鳥栖市神辺あたりに比定。
- 長谷郷…基山町園部に長谷川、葉瀬山の地名に比定。

姫社は、山道川（秋光川か山下川）の西に住む荒ぶる神を鎮めるために女神（織姫）をまつった社（姫古曽神社）の名に基づいている。

#### 式内社
『延喜式』神名帳に記される郡内の式内社。
| 神名帳           | 神名帳   | 神名帳 | 神名帳 | 比定社   | 比定社                   | 比定社 | 集成 |
| 社名             | 読み     | 格     | 付記   | 社名     | 所在地                   | 備考   | 集成 |
| ---------------- | -------- | ------ | ------ | -------- | ------------------------ | ------ | ---- |
| 基肄郡 1座（小） |          |        |        |          |                          |        |      |
| 荒穂神社         | アラホノ | 小     |        | 荒穂神社 | 佐賀県三養基郡基山町宮浦 |        |      |
| 凡例を表示       |          |        |        |          |                          |        |      |

### 中世
戦国時代には、少弐氏一族の筑紫氏が当郡を支配していた。
豊臣秀吉の九州平定後の天正15年（1587年）に、当郡と養父郡東半部は小早川隆景の所領となりました。その後、豊臣家の蔵入地を経て、対馬の宗氏の飛び地領として対馬藩田代領と呼ばれる。

### 近世
田代領の統治は、田代代官所が行っていた。田代領は三郷両町に分かれていて、３つの郷は基肄上郷、基肄下郷、養父郷（養父郡東半分）、２つの町は田代町、瓜生野町である。代官所の上役は、対馬藩府から派遣された役人であったが、下役は地元の武士である。三郷は、庄屋などが採用されて民政にあたっている。

### 近世以降の沿革
- 明治初年時点では全域が対馬府中藩領であった。「旧高旧領取調帳」の記載によると、酒井東村、酒井西村、飯田村、姫方村、永吉村[3]、田代村、神辺村、萱方村、長野村、柚比村、小倉村、宮浦村[4]、園部村[5]が存在。（13村）
- 明治2年8月7日（1869年9月12日） - 府中藩が改称して厳原藩となる。
- 明治4年
  - 7月14日（1871年8月29日） - 廃藩置県により、藩領が厳原県の管轄となる。
  - 11月14日（1871年12月25日） - 第1次府県統合により伊万里県の管轄となる。
- 明治5年5月29日（1872年7月4日） - 佐賀県（第2次）の管轄となる。
- 明治9年（1876年）
  - 4月18日 - 第2次府県統合により三潴県の管轄となる。
  - 8月21日 - 長崎県の管轄となる。

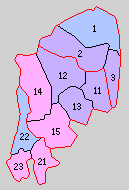
1.基山村 2.田代村 3.基里村（紫：鳥栖市 青：合併なし 11 - 15は養父郡 21 - 23は三根郡）

- 明治11年（1878年）10月28日 - 郡区町村編制法の長崎県での施行により、行政区画としての基肄郡が発足。「基肄養父三根郡役所」が養父郡轟木村に設置され、同郡・三根郡とともに管轄。
- 明治16年（1883年）5月9日 - 佐賀県（第3次）の管轄となる。
- 明治22年（1889年）4月1日 - 町村制の施行により、以下の各村が発足。特記以外は全域が現・鳥栖市。（3村）
  - 基山村 ← 宮浦村、園部村、小倉村、長野村（現・三養基郡基山町）
  - 田代村 ← 田代村、永吉村、柚比村、神辺村、萱方村
  - 基里村 ← 酒井東村、酒井西村、姫方村、飯田村
- 明治29年（1896年）4月1日 - 「基肄養父三根郡役所」の管轄区域をもって三養基郡が発足。同日基肄郡廃止。

## 行政
長崎県基肄・養父・三根郡長
| 代 | 氏名 | 就任年月日                 | 退任年月日               | 備考         |
| -- | ---- | -------------------------- | ------------------------ | ------------ |
| 1  |      | 明治11年（1878年）10月28日 |                          |              |
|    |      |                            | 明治16年（1883年）5月8日 | 佐賀県に移管 |

佐賀県基肄・養父・三根郡長
| 代 | 氏名 | 就任年月日               | 退任年月日                | 備考                                   |
| -- | ---- | ------------------------ | ------------------------- | -------------------------------------- |
| 1  |      | 明治16年（1883年）5月9日 |                           |                                        |
|    |      |                          | 明治29年（1896年）3月31日 | 養父郡・三根郡との合併により基肄郡廃止 |